# Sphenophryne cornuta
Sphenophryne cornuta là một loài ếch trong họ Nhái bầu. Chúng là đại diện duy nhất của chi Sphenophryne và không bị đe dọa tuyệt chủng.
Loài này được tìm thấy ở Tây Papua ở Indonesia và Papua New Guinea. Các môi trường sống tự nhiên của chúng là các khu rừng ẩm ướt đất thấp nhiệt đới hoặc cận nhiệt đới, các khu rừng vùng núi ẩm nhiệt đới hoặc cận nhiệt đới, vườn nông thôn, và các khu rừng trước đây bị suy thoái nặng nề.